# امپراتریس گو-ساکوراماچی
امپراتریس گو-ساکوراماچی با نام کامل گو-ساکوراماچی تنو (به ژاپنی: 後桜町天皇 Go-Sakuramachi-tennō) ‏ ۱۱۷مین امپراتور ژاپن و در دوره‌های امپراتوری ژاپن وی ۸مین و آخرین امپراتریسِ فرمانروای ژاپن است.

## زندگی
گو-ساکوراماچی در ۲۳ سپتامبر ۱۷۴۰ با نام توشیکو (智子, Toshiko) به دنیا آمد. وی دومین دختر امپراتور ساکوراماچی بود و امپراتور موموزونو برادر کوچکترش بود. خواهر بزرگتر او در جوانی درگذشت و در پی کناره‌گیری برادر کوچکش از امپراتوری با فرمان ویژه امپراتور موموزونو، خواهر بزرگترش توشیکو با نام گو-ساکوراماچی به امپراتوری رسید. در این زمان پسر برادرش با نام هیده‌هیتو (Hidehito) تنها ۵ سال داشت. بعدها هیده‌هیتو با نام گو-موموزونو (Go-Momozono) به امپراتوری می‌رسد.

از حکومت آخرین امپراتریس به نام میشو (明正天皇, Meishō Tennō) در ژاپن تا امپراتوری گو-ساکورا ماچی در ۱۵ سپتامبر ۱۷۶۲ مدت زمان ۱۱۹ سال فاصله زمانی وجود داشت.
در ۲۳ می ۱۷۷۱ پس از نزدیک ۸ سال و ۴ ماه امپراتوری بر ژاپن، قدرت را بر اساس رسم سنتی خانواده سلطنتی به برادر زاده‌اش گو-موموزونو (後桃園天皇) واگذار کرد.

حکومت گو-موزومونو در ۱۶ دسامبر ۱۷۷۹ با مرگ وی به پایان رسید و مشاوران بلندپایه، موروهیتو (師仁) فرزند ششم شاهزاده کان‌این-نو-میا سوکه‌هیتو (閑院宮典仁) را که از حمایت مشاور اعظم کانپاکو (Kampaku) برخوردار بود را به عنوان فرزند خوانده امپراتور درگذشته معرفی کرده و بدین ترتیب موروهیتو با نام امپراتور کوکاکو (光格天皇) به امپراتوری رسید. و گو-ساکوراماچی از این پس نگهبان امپراتور جوان شد.

او کتابی با عنوان کینچو-ننجو نو کوتو (禁中年中の事)به معنی سوژه‌های سال‌های امپراتوری از خود برجای گذاشته که شامل اشعار و روزانه‌نگاری وی است.
ساکوراماچی در سال ۱۸۱۳ در سن ۷۳ سالگی درگذشت.